# Yitzhak-Meir Levin
Pour les articles homonymes, voir Levin.
Yitzhak-Meir Levin, יצחק-מאיר לוין , est un homme politique israélien.

## Biographie
Il est né le 30 janvier 1893 à Góra Kalwaria, en Pologne. Il étudie dans une yeshiva et devient rabbin. En 1924, il devient membre du parti politique Agoudat Israel, il est le représentant de la région de Varsovie et en 1929, il est représentant polonais pour le monde. En 1937, il devient membre de la présidence de l'organisation. De 1937 à 1939, il est membre de la Diète de la République de Pologne.
En 1940, il s'installe en Palestine mandataire et aide les Polonais victimes de la Shoah à immigrer en Palestine.
En 1948, il est parmi les signataires de la Déclaration d'indépendance de l'État d'Israël.
Il est membre du premier gouvernement David Ben Gourion en 1948. Il est membre de la knesset dès sa création et jusqu'en 1970,. Il est ministre de la Protection sociale entre 1948 à 1952, et démissionne lors de la polémique entourant la fonction publique des femmes.
Il quitte le gouvernement en 1952, son parti ayant des divergences concernant l'incorporation des femmes dans l'armée et la façon de créer une école .